# Maria Bethânia, música é perfume
Documentário do diretor francês Georges Gachot sobre a cantora baiana Maria Bethânia, em que a mesma discorre sobre a música popular brasileira, sua influência na escolha de seu extenso repertório e sua paixão pelo ofício de cantar.
Usando imagens do cotidiano carioca, como em um passeio pelo bondinho de Santa Tereza, e as praias do Rio de Janeiro, assim como imagens da procissão típica das baianas, em Salvador, o diretor compõe o cenário da diva, em uma entrevista no recanto da casa da cantora, em São Conrado.
O documentário tem ainda entrevistas com artistas ligados a cantora, tais como seu irmão Caetano Veloso, a cantora Nana Caymmi, a cantora Miúcha, o cantor Gilberto Gil, Suzana de Moraes (filha do poeta Vinicius de Moraes) e profissionais da música que trabalham com a artista, apresentando trechos de seus shows; com uma trilha sonora formada pelo seu repertório.